# Mellersta Blekinge järnväg
Mellersta Blekinge järnväg, sedan 1903 Blekinge Kustbana etablerades av Mellersta Blekinge Järnvägsaktiebolag (MBlJ). Banan byggdes 1884 till 1886 och förbands 1906 med bibanan Holjebanan till Olofström. Redan från 1890 hade banan direkta förbindelser mellan Karlskrona och Kristianstad. Den 8 juni år 1889 invigdes den nya sträckningen mellan Karlshamn och Karlskrona där Ronneby fick vara säte för bolagets huvudkontor. Ronneby fick även en bibana ut till Ronneby hamn i samband med anläggandet av den nya järnvägen med stopp vid Brunnshotellet, dock på motsatt sida av Ronnebyån. Utvecklingen av banan blev att Mellersta Blekinge järnväg köpte upp Västra Blekinge Järnväg av Karlshamns stad år 1902. banan förstatligades år 1942 men det skulle dröja fram till 1950-talet innan den byggdes om från smalspårsbredd till normalspårsbredd.

## Fordon
Inför att banan skulle öppnas köpte järnvägsbolaget in fem stycken tanklok för att sköta den allmänna trafiken. De tre första loken levererades 1887 och fick löpnummer 21 (Rudolf Horn), 22 (Ronneby) och 23 (Hoby). Året efter levererades ytterligare två tanklok med löpnummer 24 (G. Lagerstråle) och 25 (F. W. von Otter). Några år senare, 1895, köptes ytterligare ett lok in från NOHAB i Trollhättan som fick löpnummer 26. Det sista loket som köptes in år 1900 för banans räkning fick löpnummer 27. Dock har namnen på dessa lok inte gått att finna i tillgängliga källor.

### Övriga källor
- Ånglok nr. 21, Blekinge museums digitala arkiv genom Riksantikvarieämbetets databas Kringla

- Ombyggnad till normalspår, Blekinge museums digitala arkiv genom Riksantikvarieämbetets databas Kringla

- Järnvägsmuseets digitala arkiv om invigningen av MBlJ 8 juni 1889

- Järnvägsmuseets digitala arkiv om lok nr.20 MBlJ